# 米特里达梯一世 (本都)
米特里達梯一世（建立者），（公元前302年－前266年在位）是位於安那托利亞本都王國的建立者。
賽厄斯（Cius）王米特里達梯二世－米特里達梯的父親－被亞歷山大大帝的繼業者安提柯一世處死後，米特里達梯繼承了家族對賽厄斯的統治。前302年或前301年，安提柯開始對米特里達梯起了疑心，並意圖策劃殺害他。幸好得到德米特（安提柯之子）的及時通報，米特里達梯連忙帶同幾名追隨者逃忙到帕夫拉戈尼亞（Paphlagonia）。他在那裹佔據着Cimiatene城堡。各地軍營的部隊都加入了他的隊伍，使他遂漸扩大了他在本都的威望，成為他建立新王國的基礎。最後，在公元前281年自立為王（巴西琉斯）。同年，他與比提尼亞的Heraclea Pontica城結盟，共同抵抗塞琉古。之後，他尋求凯尔特人（後來在小亞細亞定居）的支持，推翻埃及托勒密王朝國王托勒密一世派來的勢力。公元前266年，他的王位由兒子 阿里奧巴爾贊繼承。相信他是葬在本都的首都阿馬西亞王家墓園，與公元前183年Sinop市淪陷前的歷任本都國王葬在一起。

## 名字
米特里達梯是一個被希臘化的古波斯名字，意即“（古波斯的）太陽神所賜的”。這名字在帕尼人的阿萨息斯王朝被國王、士兵與國民廣泛使用，小亞細亞王室及貴族亦大都起這名字。

## 附註
1. ↑   Appian, The Foreign Wars, "The Mithridatic Wars", 9; 斯特拉波, Geography, xii. 3; Plutarch, Lives, "Demetrius", 4
2. ↑   曼農, History of Heraclea, 7
3. ↑   Stephanus, Ethnica, s. v. Ancyra